# 三边事变
三边事变，又称赤安事变、沙坬沟事变，1935年11月至1936年间在中共三边特委所辖陕西省西靖边县、定边县、赤安县（含吴起县）三县广大地区发生的一次反对中国共产党与中国工农红军的武装動乱。

## 背景
1934年春季，刘志丹率领红二十六军第四十二师在吴起、志丹、靖边、定边、华池一带打土豪、分田地，革命力量不断发展壮大。同年11月，在陕甘交界地区（吴堡川朱家沟）成立赤安县苏维埃政府。1935年9月，正当陕甘边苏区进行第三次反围剿战争时，西北革命根据地在王明左倾路线影响下，进行肃反。以朱理治、聂洪钧、郭洪涛、戴季英为代表的左倾路线执行者，认为红二十六军及陕甘边苏区党政军领导干部是“右派”、“托派”、“AB团”，用各种非法手段大搞逼供，以莫须有的罪名在甘泉下寺湾（陕甘边特委驻地）、子长县瓦窑堡（晋陕甘省委驻地）等地枪毙、活埋了200多名陕甘边红军干部和地方党政干部；关押了刘志丹、习仲勋、高岗等红二十六军营以上和地方县级以上的领导干部100多人。在陕甘边根据地形成了人人自危、互相猜疑的严重局面。在队伍内部，凡是出身于地主、富农家庭的干部，统统列为肃反对象。吴起县、保安县、靖边县一些地方民团乘机颠覆苏区政权。
中共陕北省委成立后，为了加强对东靖边县、定边县和西靖边县的领导，决定成立中共三边特委（亦称西特委）。1935年10月19日中央红军到达陕北苏区后，留在三边剿匪的江西红军干部谢维俊出任三边特委书记兼游击队总指挥，到西靖边后即在县苏维埃政府驻地沙坬沟（驻靖边县水路畔乡）着手特委下设机构的筹建工作。

## 事变经过
1935年11月16日，陕甘边区肃反委员会给西靖边县的红七支队靖边游击队长黄万英去信，要黄万英把警卫一连连长宗文耀、七支队一中队金林逮捕，恰好黄万英外出开会，肃反委员会派出的地下交通员、西靖边县交通站站长方正东带着省委密信返回到红柳河畔地下交通站，信被宗文耀的文书宋文华截获。宗文耀从宋文华处获知情况后，11月26日找来金林商量，当即枪杀了方正东。之后宗文耀、金林在民团团总田继林、张凤林的唆使下，在靖边县中山涧乡曹圆峁发动武装叛变，枪杀了保安游击队七支队队长黄万英、政委孙清胜、指导员杨占鳌和班长万启胜，并将黄万英、杨占鳌的头割下送到宁条梁段宝山处，挂在城门上示众，迫使其他武装人员叛变。27日，叛匪逮捕了县政府副主席王国庆、肃反委员郝文明、工作人员李白锁。
11月28日清晨，叛匪突然扑进沙洼沟，强攻三边特委和西靖边县政府，在杀害了骑兵连连长白志清和县政府保卫队队长白庆川后，又杀害了三边特委书记谢维俊等10人，县政府主席殷云山被刀砍死，保卫队枪支被抢夺，抢走了县政府全部物资，还释放了在押的地主恶霸30余人。之后，叛匪又到各区采用枪杀威逼、煽动等手段，解散了各区、乡政府，使西靖边苏维埃政权组织全部被破坏。破坏七区政府，逮捕区主席白登贵、宣传委员崔发有、劳动委员马占彪等6人，送往宁条梁。
在顺宁丁岔的保安县区政府打死红军独立营营长李丙千，并杀害了其余四人。此外，袭击颠覆了西塔、红石峁和吴起的榆树湾、蔡庄及定边县的新安边等区政府。1936年1月，刘景范与陕北省委给三边特委派去的副书记慕生桂在杏河的李家嘴被金林、宗文耀包围，慕生桂突围时因雪地路滑，跌下石崖身亡。叛军赵玉空、张汉卿联合镇罗乡国民政府主席王成九，在店房峁策动叛乱，将中共陕北省委派来工作的俞九恩、张鸿业和县工作团团长常开亮及西靖边县苏维埃政府副主席王国清、靖边县七区主席白登贵等七人押送到宁条梁杀害。叛军又窜到赤安县苏区，勾结当地民团，先后颠覆中共顺宁、永宁区政府，杀害了赤安独立营连指导员李义、永宁区主席赵忠海，诱使高老庄区主席张克俭和秘书徐文华变节。张克俭假借支援第三支队围攻旦八寨子，把支队召集起来，袭击赤安县委，绑架了县委书记任文明、经济委员孙玉南、军事部部长冯世祥、三支队指导员刘克功等，押交旦八寨子民团。民团头子曹俊章将任文明、孙玉南、冯世祥等人杀害，其子曹继芝又将赤安县苏维埃政府秘书贺满朝杀害。中共赤安县劳动委员吕盛祥中弹负重伤后身亡。在赤安县，叛军还杀害了县委执委贺云贤和中央红军伤病员16人。1936年1月，在靖边县周河乡的巡界寺又杀害了赤安县苏维埃政府主席袁万祥。同时宗文耀、金林与当地武装张廷栋、王子元、赵琨、蔡丰的势力汇合，袭击了吴起境内的中共定边县革命委员会。定边县革命委员会游击队、警卫队、保安队，赤安县独立营、游击队组织抵抗，战斗失利，30多人被俘，独立营一连连长张耀山等阵亡。警卫连连长梁五胁迫全连40多人持枪叛变。中共定边县革命委员会委员王发厚被杜生堂杀害；委员郭怀斌、保卫队队长白凤清及地下党员李石匠等惨遭杀害。叛军在白豹川逮捕了中共赤安县五区主席杜守清。这次事变波及赤安县大部分地区和定边、靖边的一部分地区。先后颠覆中共三边特区政府1个，县政府3个，区政府20多个，乡政府30多个，参与事变的叛匪约800余人，扶持地主民团20多个，致使赤安县及靖边、定边的中共力量遭受严重损失。

## 反应
1935年10月19日，毛泽东率中央红军长征到达吴旗镇后，赤安县六区游击队队长兼指导员张明科及红二十六军骑兵团原政委龚逢春向毛泽东汇报了陕甘苏区正在“肃反”的情况，希望党中央予以正确处理。毛泽东、周恩来立即指示“刀下留人，一切听候中央处理”。随后，毛泽东派王首道、刘向三、贾拓夫赶到瓦窑堡接管西北保卫局。11月7日，中共中央机关在瓦窑堡举行大会，大会由王首道主持，刘少奇讲话，会上宣布：释放刘志丹、高岗、习仲勋、杨森、杨琪、张秀山、刘景范、任浪华、高锦纯、高朗亭、黄罗斌、郭宝珊、王聚德、王家娃等18名受迫害的陕甘苏区党政军领导人。
三边事变爆发后，中共中央决定派刚从“左字号”监狱释放出的刘景范和红四十二师骑兵团政委龚逢春带领三边独立营及各区游击队、赤卫军平叛。两人随即在永宁的杨城整顿部队，编地方部队一个独立营和一个骑兵大队，在甘洛游击队、子长游击队的配合下，把靖边民团田继林、保安团郭占魁以及宗文耀、金林等部队引进哨前湾子。战役后，民团势力两百余人阵亡、被俘50多人。1936年2月，保安独立营、骑兵队在吴起县打败蔡丰、蔺士升、齐振英等民团，在新安边镇石场沟再次获胜并击溃宗文宽。1936年11月，中共中央派江华再次攻打旦八寨子，并在12月4日攻克，曹俊章逃跑。其余民团势力逃往三边地带，叛乱平息。1937年9月，金林在内蒙古草地梁被击毙。宗文耀从榆林、靖边逃到内蒙古，1949年被解放军擒获，1951年镇压反革命运动中，在包头市被枪决。